# Ventura Alvarado
Ventura Alvarado Aispuro, né le 16 août 1992 à Phoenix en Arizona, est un joueur international américain de soccer, qui évolue au poste de défenseur. Il compte treize sélections en équipe nationale en 2015.

## Biographie

### Carrière de joueur
Le 15 novembre 2021, l'option de son contrat n'est pas levée et il quitte l'Inter Miami seulement quelques mois après son arrivée.

### Carrière internationale
Ventura Alvarado est convoqué pour la première fois par le sélectionneur national Jürgen Klinsmann pour un match amical contre le Danemark le 25 mars 2015. Il entre à la 80e minute à la place de Michael Orozco (défaite 3-2). 
Malgré sa faible expérience internationale, Ventura Alvarado est appelé par le sélectionneur Jürgen Klinsmann dans le groupe américain pour la Gold Cup 2015.

## Palmarès
- Avec le Club América :
  - Champion du Mexique en C. 2013 et A. 2014
  - Vainqueur de la Ligue des champions de la CONCACAF en 2015 et 2016